# Balassagyarmat (stacja kolejowa)
Balassagyarmat (węg: Balassagyarmat vasútállomás) – stacja kolejowa w Balassagyarmat, w komitacie Nógrád, na Węgrzech.
Stacja została otwarta w 1891, kiedy otwarto linię kolejową z Vác. W 1895 została otwarta linia z Aszód.

## Linie kolejowe
- Linia kolejowa 75 Vác – Balassagyarmat
- Linia kolejowa 78 Aszód – Balassagyarmat – Ipolytarnóc

## Galeria

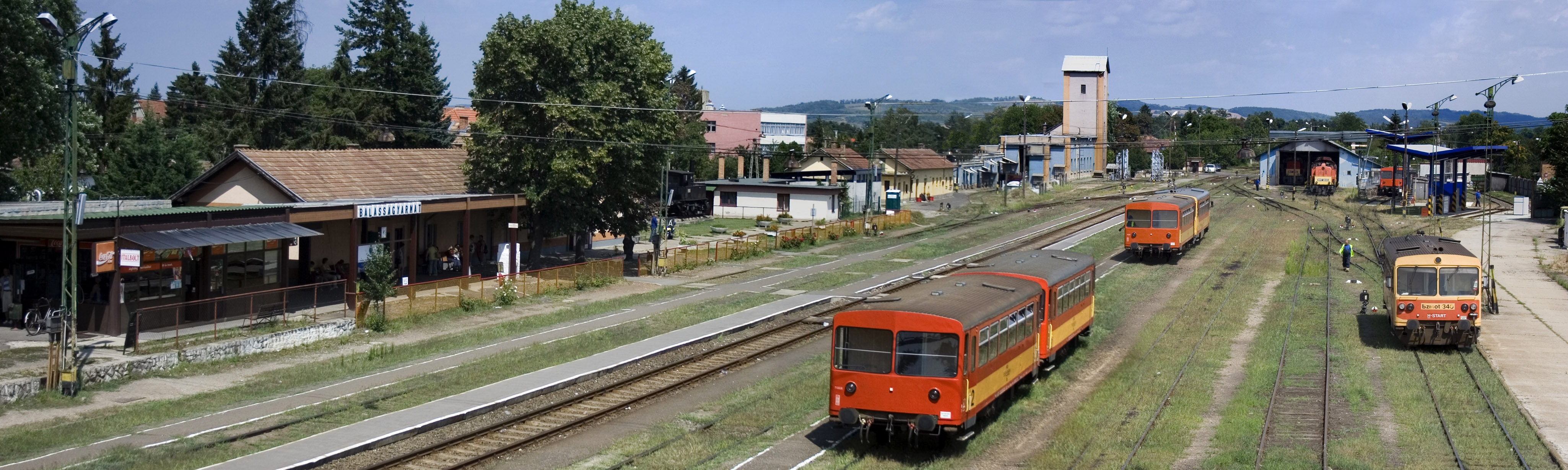
Panorama stacji
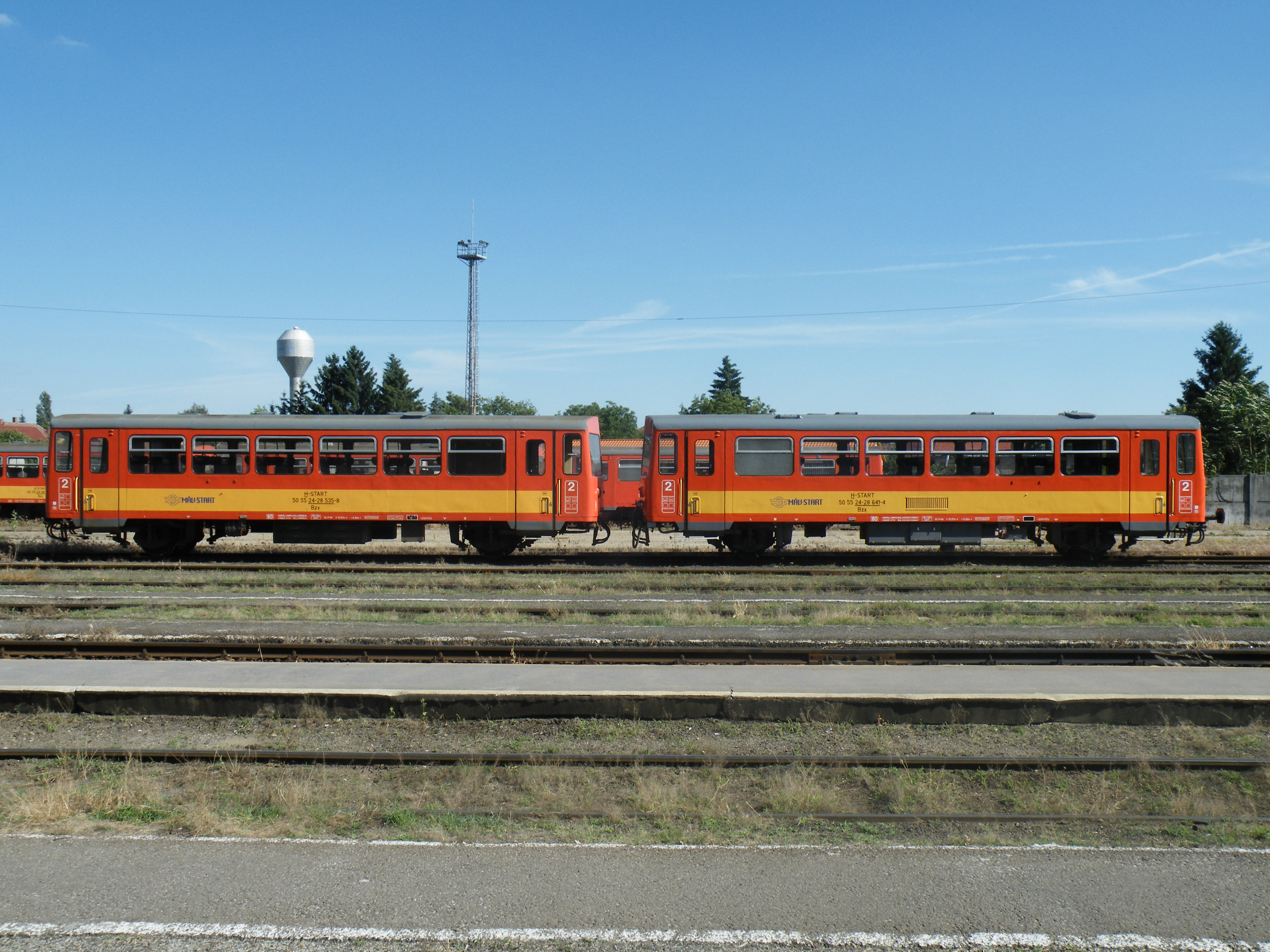
Wagony motorowe na stacji
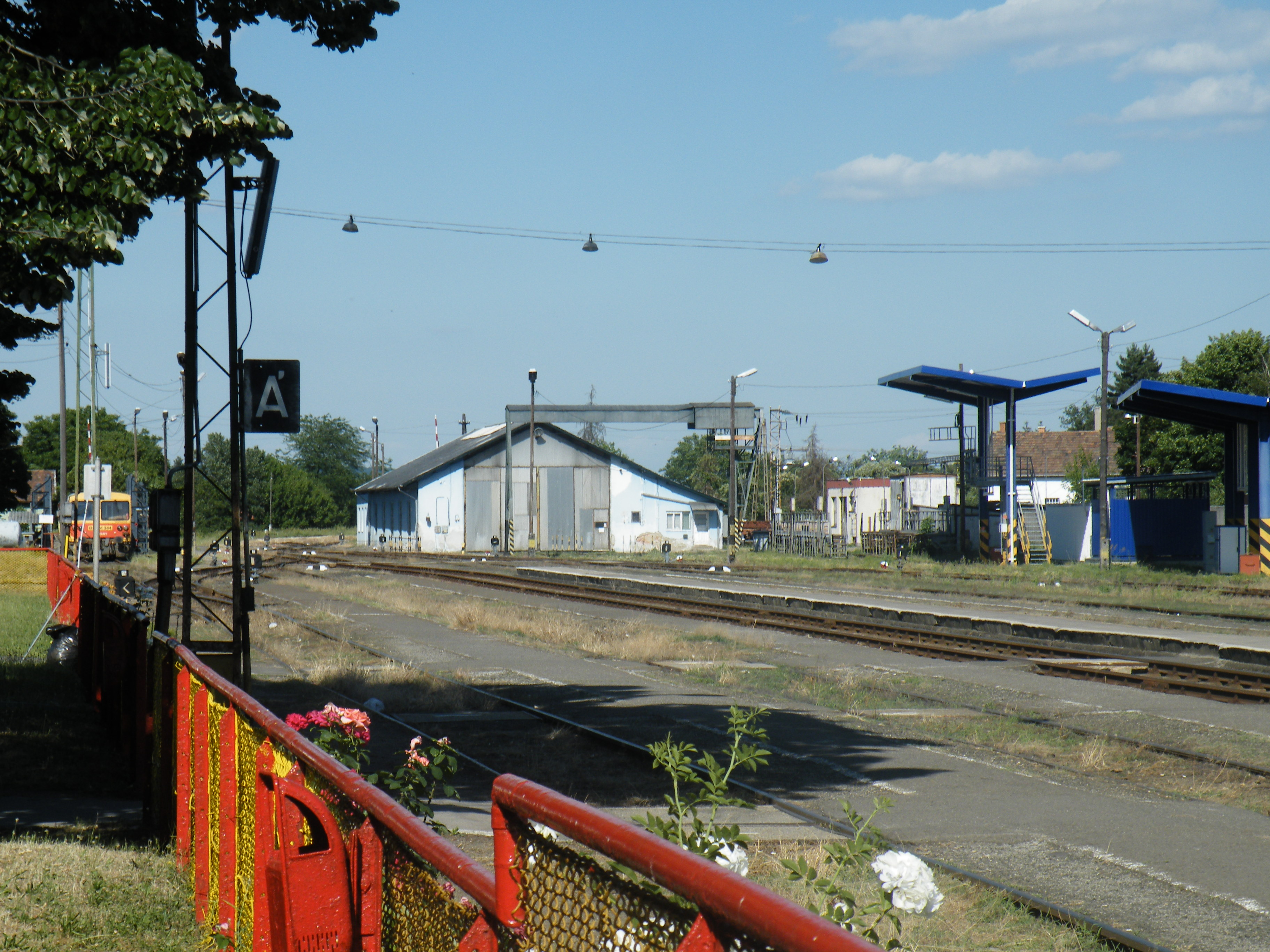
Widok na perony
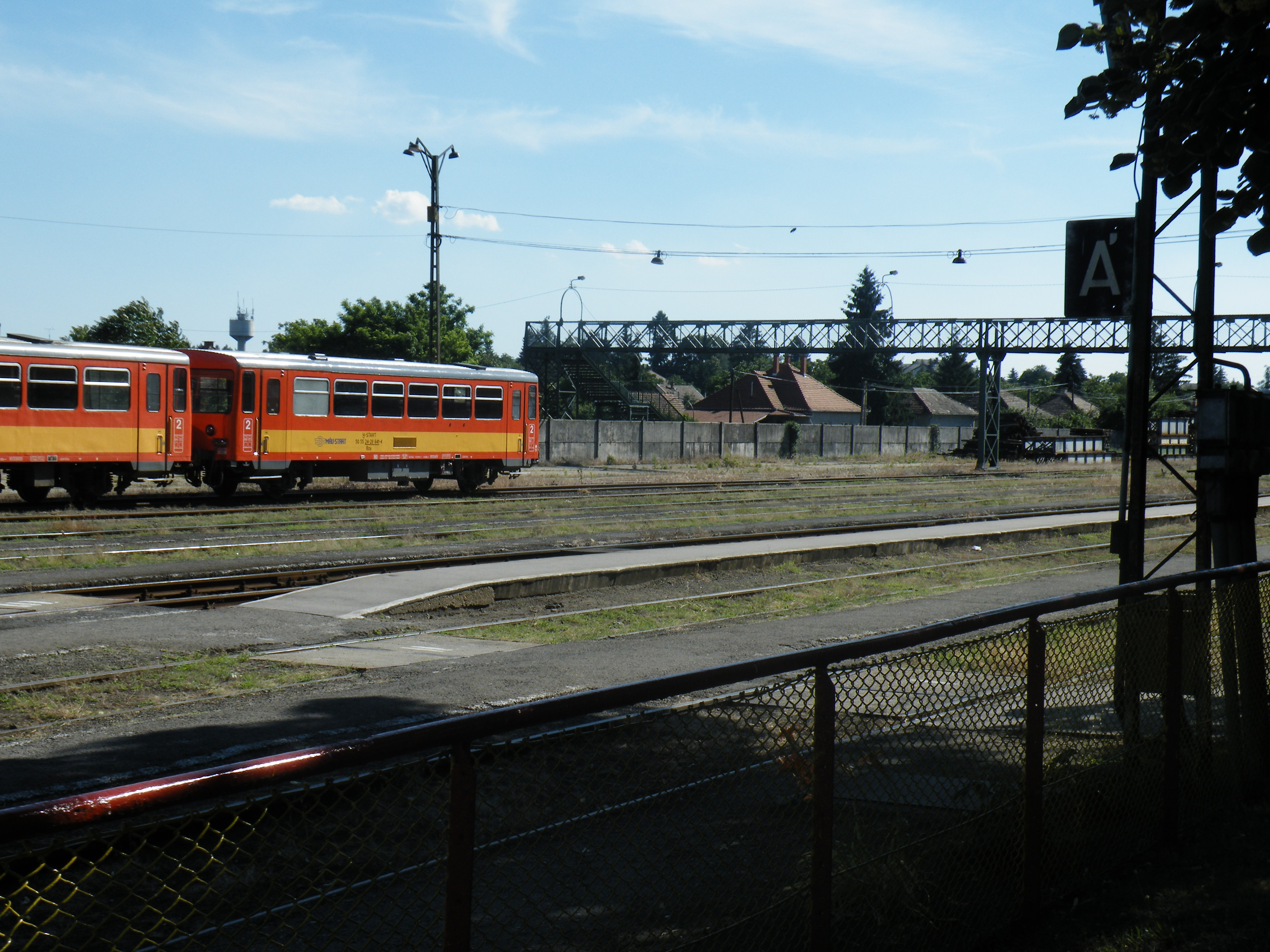
Perony
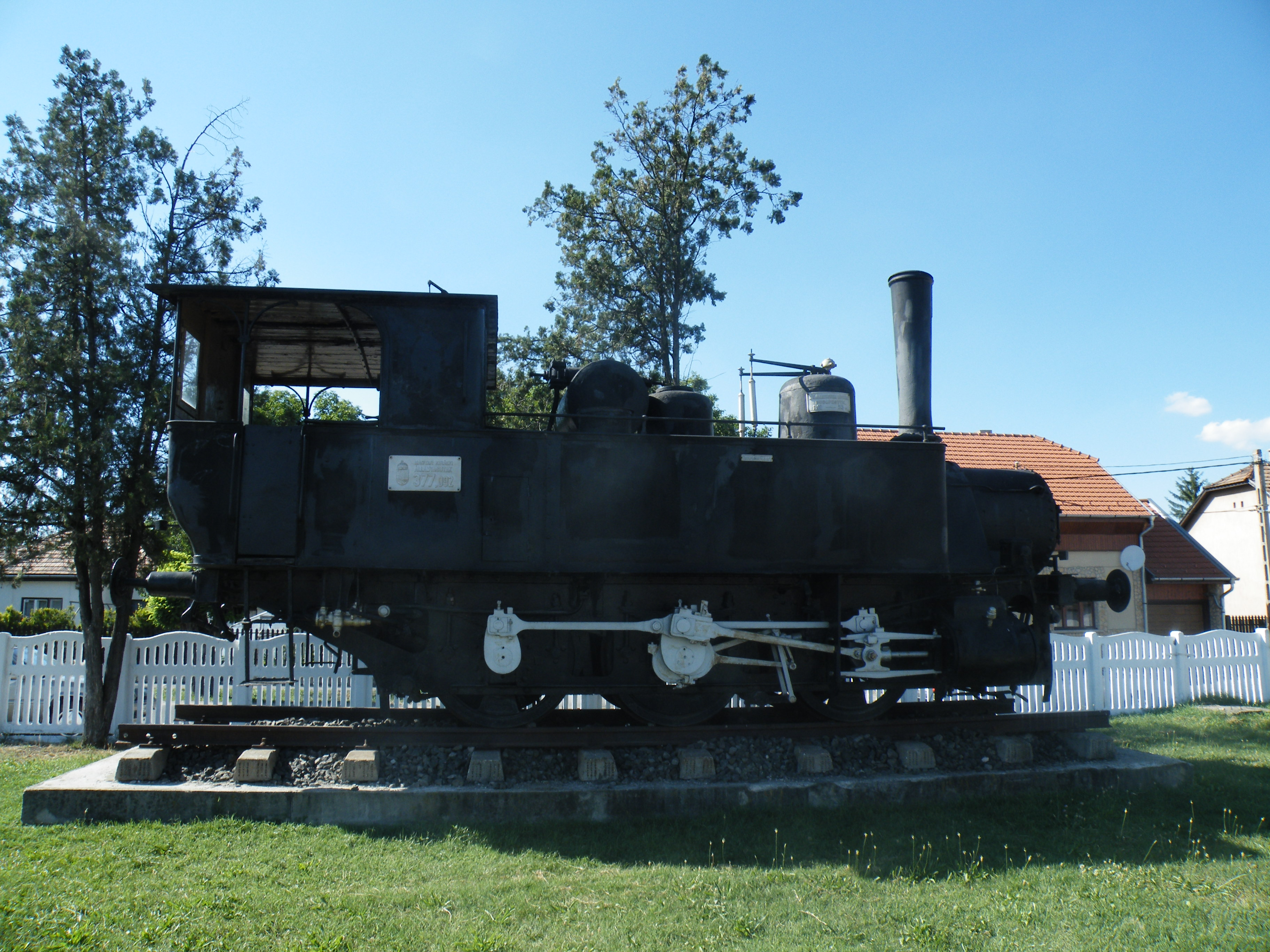
Stary parowóz

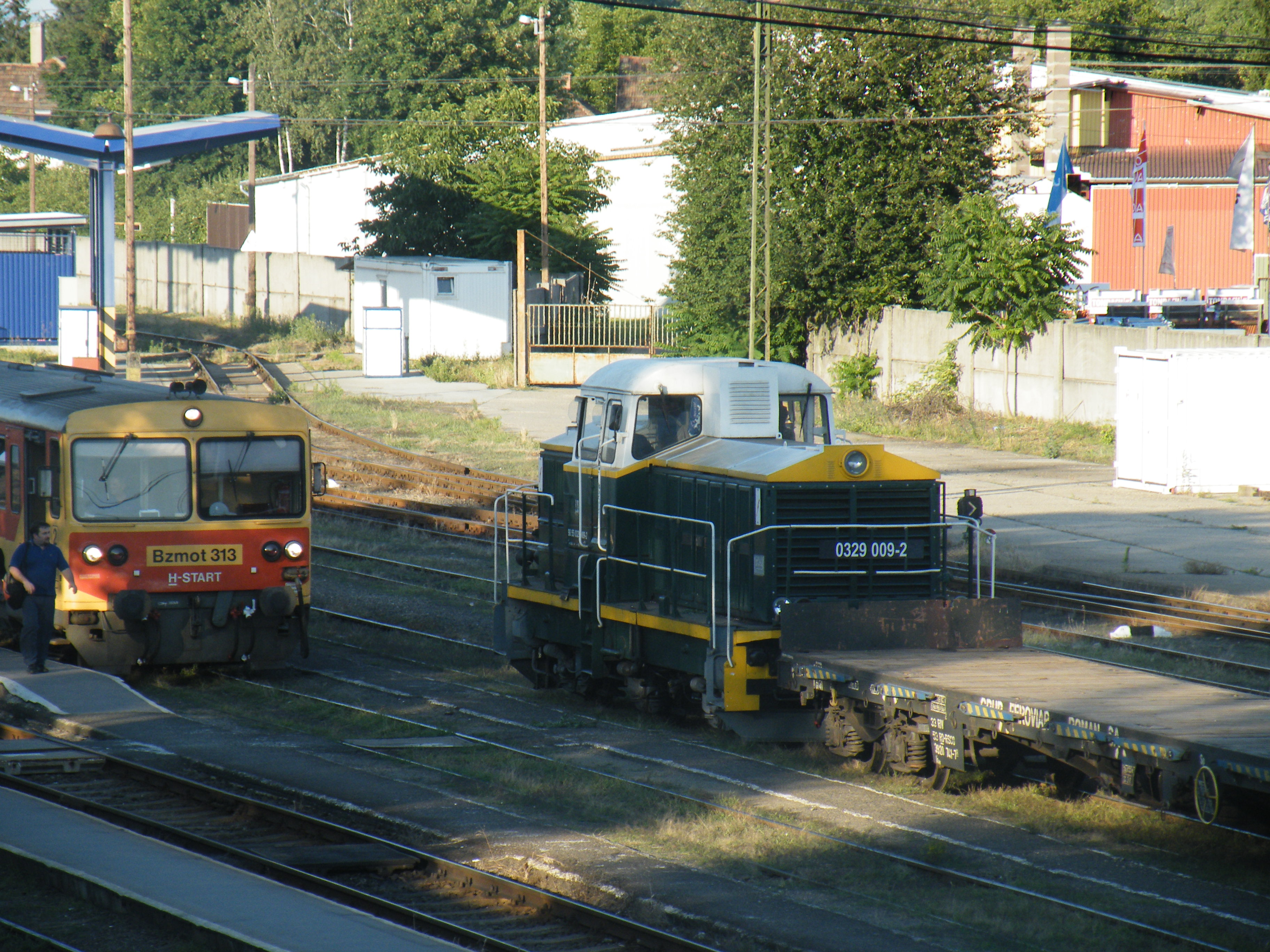
Perony
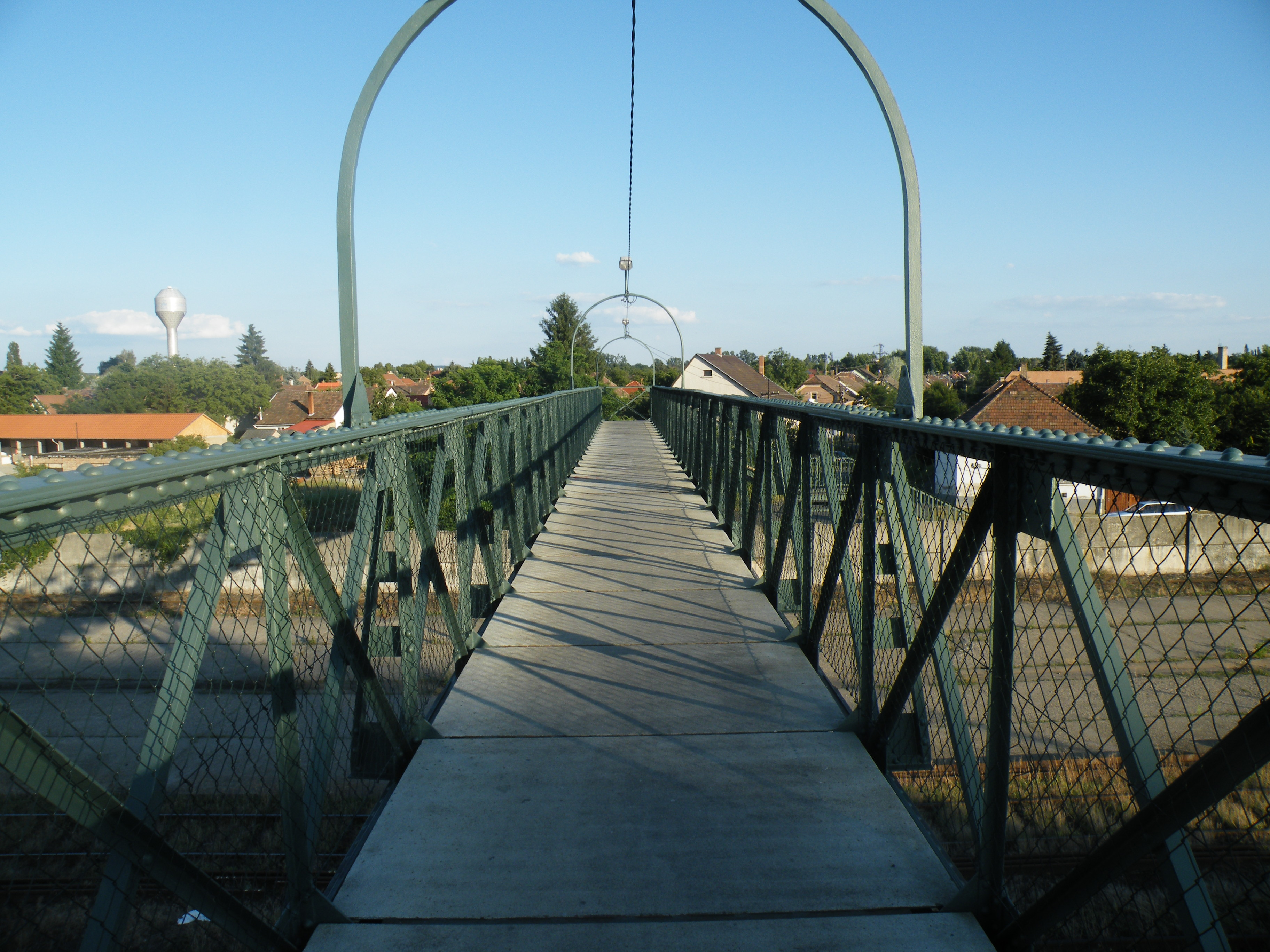
Kładka
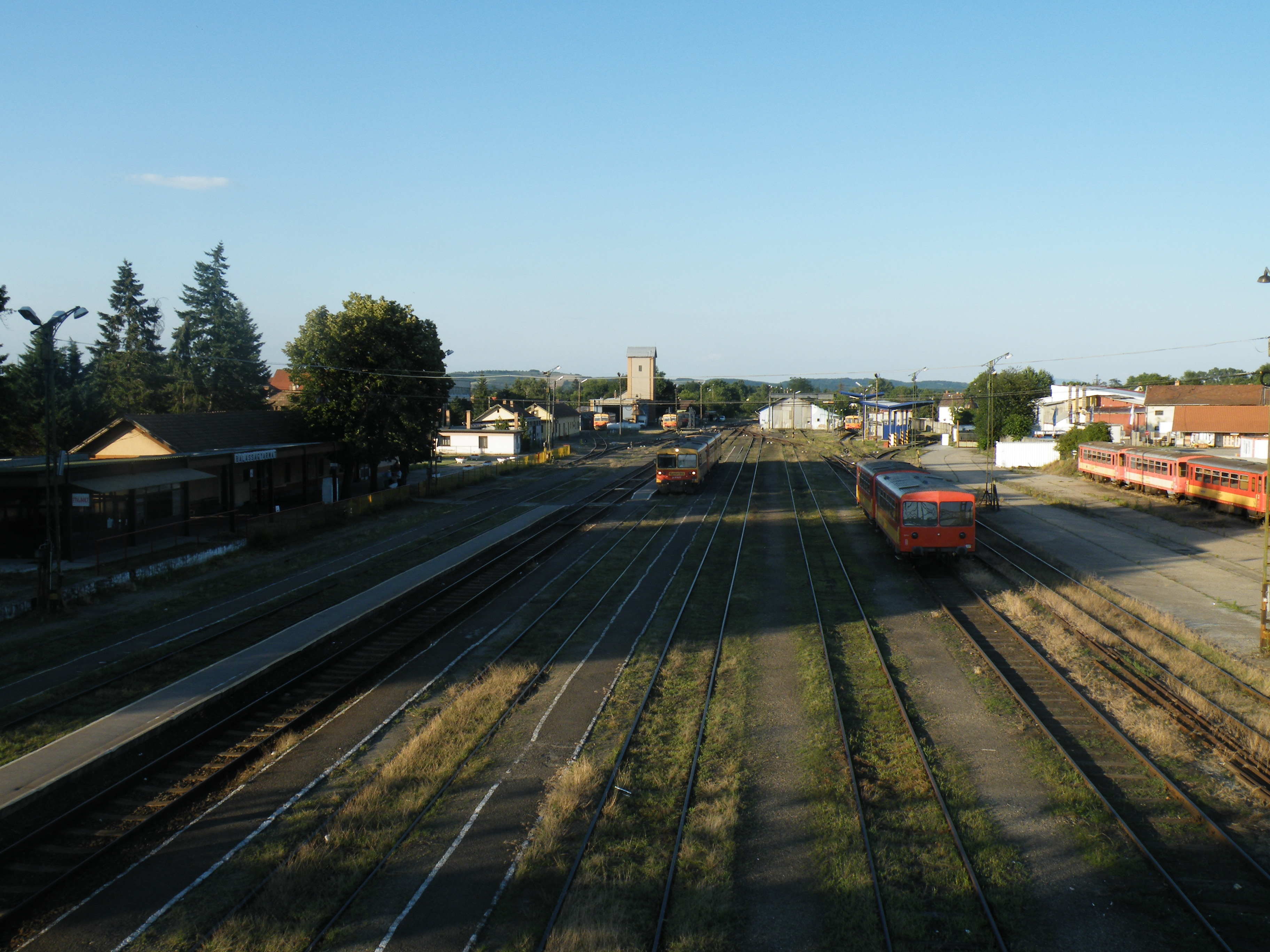
Widok z kładki
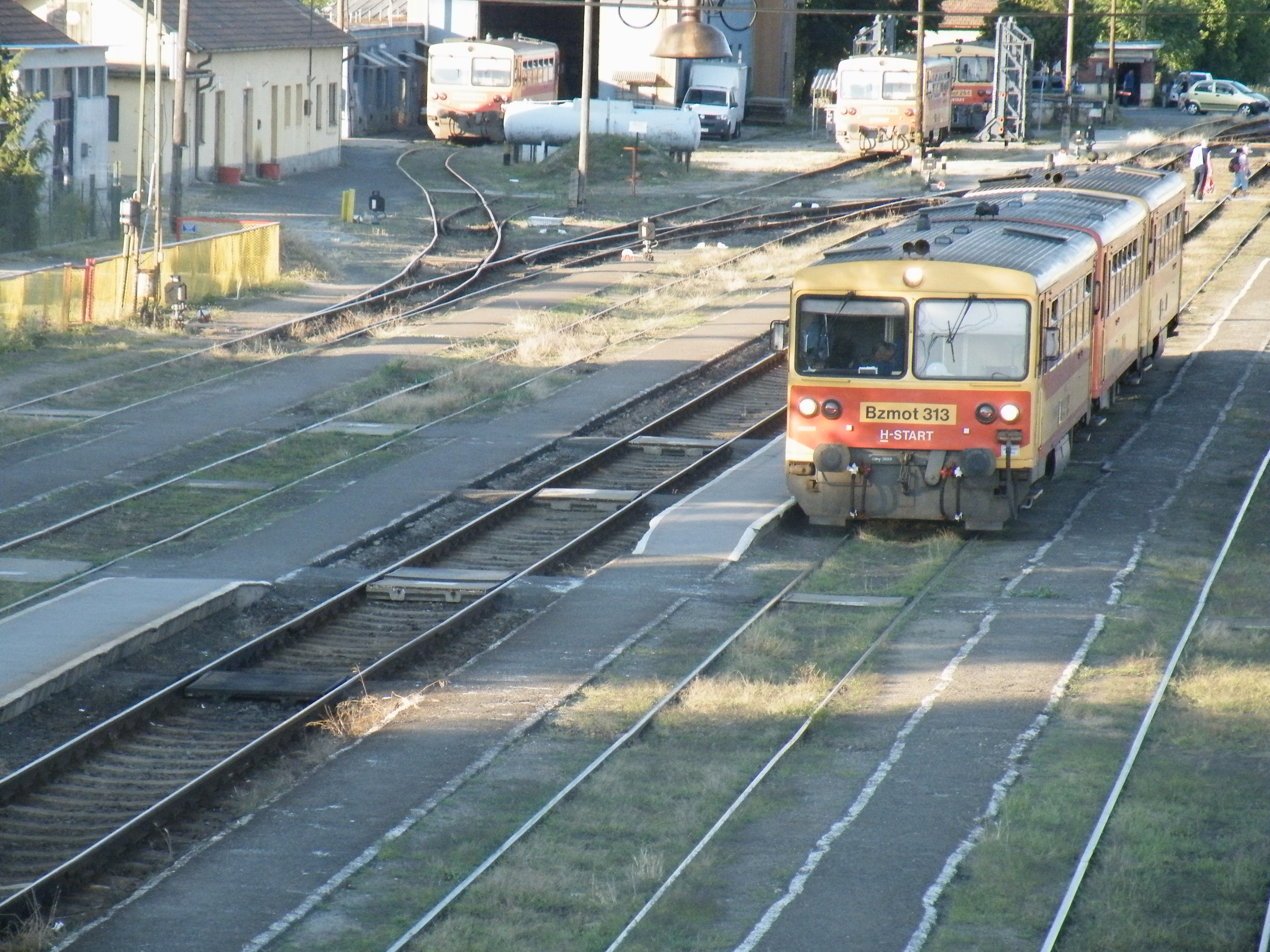
Panorama peronów
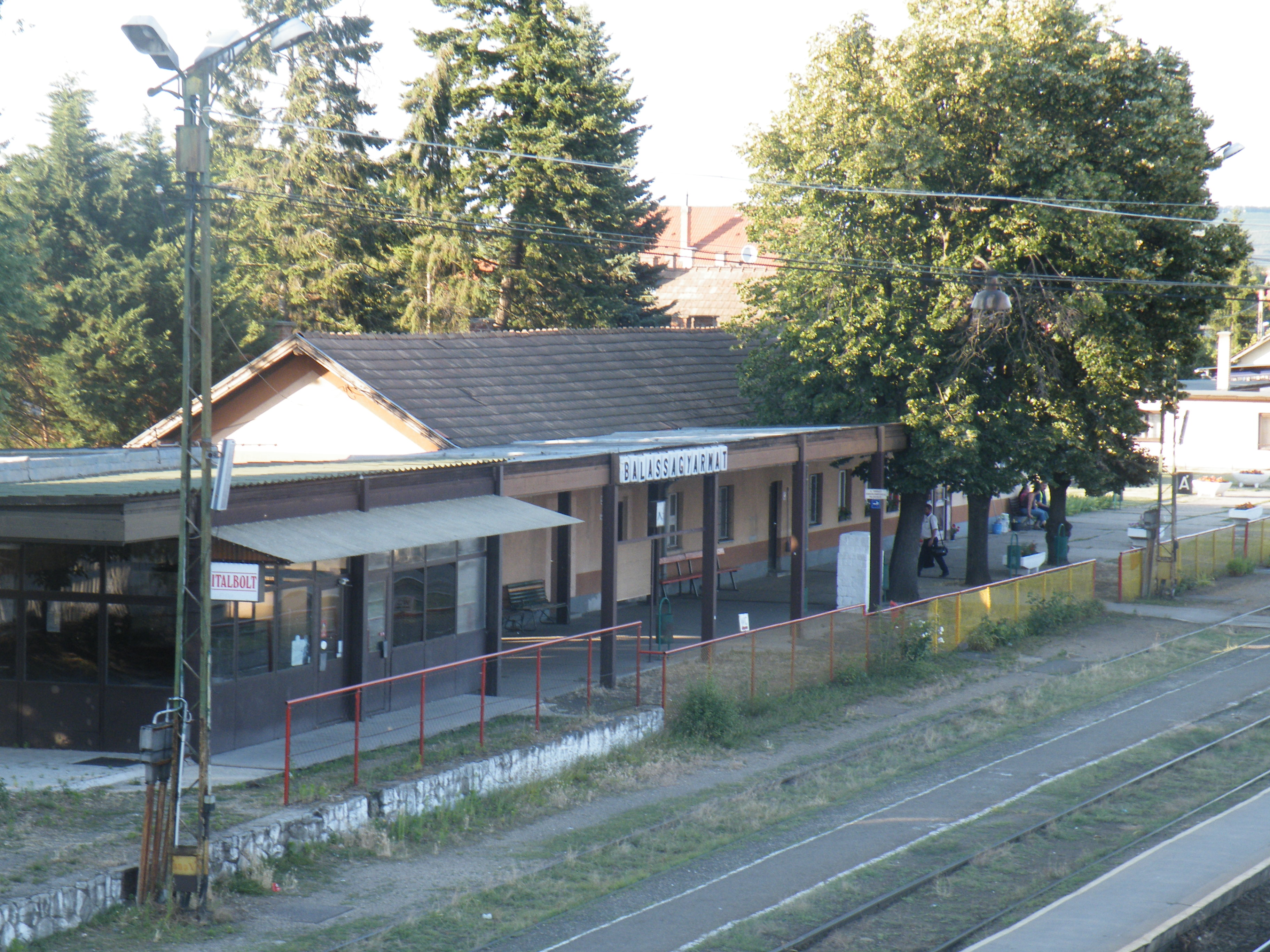
Widok na budynek dworca